# Liste der Gouverneure der Leeward Islands
Liste der Gouverneure der Leeward Islands (en.: governors of the Leeward Islands).
Die British Leeward Islands wurden 1671 ursprünglich als Kolonie des Königreich England konstituiert. Die Kolonie existierte bis zu ihrer Auflösung 1816.
1833 wurden mehrere der Insel-Kolonien wieder unter die Herrschaft eines einzelnen Gouverneurs gestellt. Diese Inseln wurden dann 1872 als Federal Colony eingestuft. Die föderale Kolonie wurde 1956 aufgelöst, als die einzelnen Territorien eigenständige Kolonien des Vereinigten Königreichs wurden. Sie blieben jedoch zunächst einem einzigen Gouverneur unterstellt. Das Amt des Governor of the Leeward Islands existierte bis zur Gründung der Federation of the West Indies 1958 und wurde am 1. Januar 1960 endgültig abgeschafft.

## Governors of the Leeward Islands (1671–1816)
- 1671–1686: Sir William Stapleton, 1. Baronet
- 1686–1689: Sir Nathaniel Johnson (Später: Governor of South Carolina, 1689)
- 1689–1699: Christopher Codrington, the Elder
- 1699–1704: Christopher Codrington, the Younger
- 1704: John Johnson (1. Amtszeit)
- 1704: Sir William Mathew
- 1704–1706: John Johnson (2. Amtszeit)
- 1706–1710: Daniel Parke
- 1710–1711: Walter Hamilton (1. Amtszeit)
- 1711–1714: Walter Douglas
- 1714–1715: William Mathew, Jr. (1. Amtszeit)
- 1715–1721: Walter Hamilton (2. Amtszeit)
- 1721–1728: John Hart
- 1728–1729: Thomas Pitt, 1. Earl of Londonderry
- 1729: William Cosby (kommissarisch), trat das Amt nie an
- 1729: George Forbes, 3. Earl of Granard
- 1729–1752: William Mathew, Jr. (2. Amtszeit)
- 1753–1766: Sir George Thomas
- 1766–1768: James Vercild
- 1768–1771: William Woodley (1. Amtszeit)
- 1771–1776: Sir Ralph Payne (1. Amtszeit)
- 1776–1781: William Mathew Burt
- 1781–1788: Sir Thomas Shirley, 1. Baronet (1. Amtszeit)
- 1788–1790: John Nugent
- 1790–1791: Sir Thomas Shirley, 1. Baronet (2. Amtszeit)
- 1791–1793: William Woodley (2. Amtszeit)
- 1795–1799: Charles Leigh
- 1799–1807: Ralph Payne, 1. Baron Lavington (2. Amtszeit)
- 1808–1814: Hugh Elliot
- 1814–1816: Sir James Leith

1816 wurde die Kolonie aufgelöst.

## 1833–1872
1833 wurden die Kolonien Antigua, Barbuda, Dominica, Montserrat, Nevis, St. Kitts und die Virgin Islands dem Governor of Antigua unterstellt.
1872 wurde der Gouverneur von Antigua der erste Gouverneur einer neuen föderalen Kolonie, der Leeward Islands.

## 1872–1959
- 1872–1873: Sir Benjamin Chilley Campbell Pine
- 1873–1874: Sir Henry Turner Irving
- 1874: Sir William Cleaver Francis Robinson[1][2]
- 1875–1881: Sir George Berkeley
- 1881: Henry James Burford Buford-Hancock (kommissarisch)
- 1881–1884: Sir John Hawley Glover
- 1884–1885: Sir Charles Cameron Lees
- 1885: Charles Monroe Eldridge
- 1885–1888: Jenico Preston, 14. Viscount Gormanston
- 1888: Sir Charles Bullen Hugh Mitchell (kommissarisch)
- 1888–1895: Sir William Frederick Haynes Smith
- 1895–1901: Sir Francis Fleming
- 1901–1902: Sir Henry Moore Jackson[3]
- 1902–1904: Sir Gerald Strickland.[4]
- 1904–1905: Sir Clement Courtenay Knollys
- 1906–1912: Sir Ernest Bickham Sweet-Escott
- 1912–1916: Sir Henry Hesketh Bell
- 1916–1921: Sir Edward Marsh Merewether
- 1921–1929: Sir Eustace Twisleton-Wykeham-Fiennes
- 1929–1936: Sir Thomas Reginald St. Johnston
- 1936–1941: Sir Gordon James Lethem
- 1941–1943: Sir Douglas James Jardine
- 1943–1947: Sir Brian Freeston
- 1947–1948: William Alexander Macnie (kommissarisch)
- 1948–1950: Oliver Baldwin, 2. Earl Baldwin of Bewdley
- 1950–1956: Sir Kenneth Blackburne
- 1957–1959: Sir Alexander Thomas Williams